# Ladevèze-Rivière
 Ladevèze-Rivière  (en occitano La Devesa Ribèra) es una población y comuna francesa, ubicada en la región de Mediodía-Pirineos, departamento de Gers, en el distrito de Mirande y cantón de Marciac.

## Demografía
| 308 | 313 | 285 | 261 | 245 | 223 |
| Para los censos de 1962 a 1999 la población legal corresponde a la población sin duplicidades (Fuente: INSEE [Consultar]) |     |     |     |     |     |